# Perozes (aspabides)
Perozes (em persa médio: 𐭯𐭩𐭫𐭥𐭰; romaniz.: Pērōz; em grego clássico: Περώζης; romaniz.: Perṓzēs) foi um oficial iraniano do século III, ativo durante o reinado do xainxá Sapor I (r. 240–270). 

## Nome
Perozes (Περόζης / Περώζης, Perózēs / Perṓzēs) é a forma grega do persa médio Peroz (𐭯𐭩𐭫𐭥𐭰, Pērōz), "Vitorioso", que derivou do persa antigo Pariauja (*Pariaujah; de *pari, "em torno", e *aujah, "força, poder"). Foi registrado em parta como Peroze (Pērōž), em persa novo como Piruz (پیروز, Pīrūz), em árabe Firuz (فَيْرُوز, Fīrūz), em georgiano como Peroze / Peroz (em georgiano: პეროჟ / პეროზ; romaniz.: Pʼerož / Pʼeroz) e em armênio como Peroz (Պերոզ).

## Vida
As origens de Perozes são desconhecidas. Sua existência é atestada a partir dos Feitos do Divino Sapor, a inscrição trilíngue produzida no reinado do xainxá Sapor I (r. 240–270), segundo a qual serviu como chefe da cavalaria (aspabede em persa médio e parta, aspabides em grego). Aparece na lista de dignitários da corte e está classificado na décima segunda posição dentre os 67 dignitários.